# Eyes of the Soul
Eyes of the Soul è un film muto del 1919 diretto da Émile Chautard. La sceneggiatura di Eve Unsel si basa su Salt of the Earth, racconto di George Weston pubblicato il 30 novembre 1918 su The Saturday Evening Post.
Il film, prodotto dalla Famous Players-Lasky Corporation, fu interpretato da Elsie Ferguson, una star della scena teatrale, protagonista - nel periodo a cavallo tra la fine degli anni dieci e i primi anni venti - di una serie di film dove venne diretta da alcuni dei più noti registi del cinema muto come Maurice Tourneur, J. Searle Dawley, George Fitzmaurice, William Desmond Taylor.

## Trama
Gloria Swann è una cabarettista che sta per sposarsi con un maturo e ricco giudice. Ma il matrimonio va a monte quando lei si innamora di Larry, un ex soldato canadese della Grande Guerra, rimasto cieco. La ragazza rinuncia agli agi e alle comodità di una vita sicura per assisterlo e aiutarlo ad avere successo come compositore di canzoni.

## Produzione
Il film fu prodotto dalla Famous Players-Lasky Corporation.

## Distribuzione
Il copyright del film, richiesto dalla Famous Players-Lasky Corp., fu registrato il 9 aprile 1919 con il numero LP13583.
Distribuito dalla Famous Players-Lasky Corporation, il film - presentato da Adolph Zukor - uscì nelle sale cinematografiche USA il 20 aprile 1919. Per promuovere il film venne scritta la canzone Eyes of the Soul, parole di Ralph Williams, musica di Fred Fisher.